# Ênio Andrade
Ênio Vargas de Andrade, mais conhecido apenas como Ênio Andrade (Porto Alegre, 31 de janeiro de 1928 — Porto Alegre, 22 de janeiro de 1997) foi um treinador e ex-futebolista brasileiro, que atuou como meia.

## Carreira

### Como jogador
Ênio Andrade começou como zagueiro no São José-RS, em 1949, transferindo-se para o Internacional no ano seguinte. Em 1951, transferiu-se para o Renner, clube que defendeu até 1957.
Foi no Renner que Ênio Andrade foi deslocado para o meio-campo, através do técnico Selviro Rodrigues. Em 1956, sagrou-se campeão do II Campeonato Pan-americano de Futebol, realizado no México. Ainda defendeu Palmeiras, Náutico e novamente o São José, onde encerrou sua carreira.

### Como treinador
Após encerrar a carreira de jogador, em 1961, Ênio Andrade tornou-se técnico. Em sua nova carreira, conseguiu importantes conquistas, tal como as da época de jogador. Era considerado um treinador bastante estrategista. Conquistou três Campeonatos Brasileiros: em 1979, com o Internacional (campeão invicto) em 1981, com o Grêmio (em pleno Morumbi); e em 1985, com o Coritiba (em pleno Maracanã, após disputa por pênaltis).
Ênio Andrade ainda teve conquistas internacionais em seu currículo. Pelo Cruzeiro, foi campeão da Supercopa Libertadores, da Copa Ouro e da Copa Master Supercopa.
Ênio Andrade faleceu em 1997, aos 68 anos de idade, vitimado por complicações pulmonares.

## Títulos

### Como jogador
Internacional
- Campeonato Gaúcho: 1950 e 1951

Renner
- Campeonato Gaúcho: 1954

Palmeiras
- Campeonato Brasileiro: 1960
- Campeonato Paulista: 1959

### Como treinador
Internacional
- Campeonato Brasileiro: 1979

Grêmio
- Campeonato Brasileiro: 1981

Coritiba
- Campeonato Brasileiro: 1985

Cruzeiro
- Campeonato Mineiro: 1990, 1994
- Copa dos Campeões Mineiros: 1991
- Supercopa Libertadores: 1991
- Copa Ouro: 1995
- Copa Master da Supercopa: 1995

Santa Cruz
- Campeonato Pernambucano: 1976

Náutico
- Campeonato Pernambucano: 1984

Esportivo
- Campeonato Gaúcho do interior: 1971
- Copa Governador do Estado: 1973